# Жюссьё, Антуан де
Антуа́н де Жюссьё (фр. Antoine de Jussieu, 6 июля 1686, Лион, Франция – 22 апреля 1758, Париж, Франция) – французский ботаник.
Брат Кристофа, Бернара и Жозефа.
Был учеником Турнефора в Университете в Монпелье.
С братом Бернаром совершил с научными целями путешествие по Испании, Португалии и южной Франции.
Вернулся в Париж в 1708 и возглавил после кончины Турнефора кафедру ботаники при Королевском ботаническом саде.
Его собственные научные работы не имеют выдающегося значения.
Опубликовал расширенное издание турнефоровского сочинения «Institutiones rei herbrariae» (1719, 3 т.,  (фр.)) и труд Жака Баррелье «Plantae per Galliam, Hispaniam, et Italiam observatae, etc.» (1714,  (лат.)).